# ثورة أغسطس

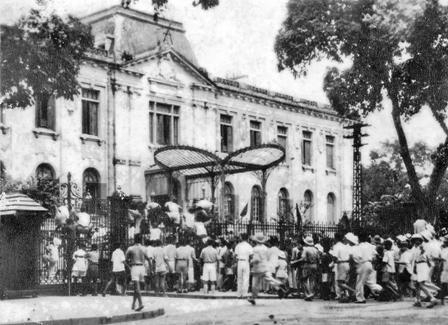
ثورة أغسطس

ثورة أغسطس (بالفيتنامية: Cách mạng tháng Tám)، والمعروفة أيضًا باسم انتفاضة أغسطس العامة (بالفيتنامية: Tổng Khởi nghĩa tháng Tám)، هي ثورة أطلقها اتحاد فيت منه (رابطة استقلال فيتنام) التابع لهو شي منه ضد الحكم الاستعماري للإمبراطورية اليابانية والفرنسية في فيتنام، في 14 أغسطس عام 1945م.
وفي غضون أسبوعين، سيطرت القوات الخاضعة لفيت منه على معظم القرى الريفية والمدن في جميع أنحاء شمال ووسط وجنوب فيتنام، بما في ذلك هانوي، إذ أعلن الرئيس هو شي منه عن تشكيل الجمهورية الديموقراطية المؤقتة، وهوي وسايغون، باستثناء بلدات هوي كاي، وفانه يين، وها غيانغ، ولاو كاي، ولاي تشو. ومع ذلك، وفقَا لوثيقة فيتنامية، فقد سيطر فيت منه في الواقع على فيتنام. وفي 2 سبتمبر عام 1945، أعلن هو شي منه استقلال فيتنام. وأنشأت ثورة أغسطس حكومة موحدة للبلاد بأكملها.

## خلفية تاريخية

### الاستعمار الفرنسي

#### الحكم الاستعماري الفرنسي
كانت فيتنام مستعمرة فرنسية من عام 1858 حتى الانقلاب الياباني في عام 1945. وبحلول عام 1897، كان الفرنسيون قد أنشؤوا اتحاد الهند الصينية، حيث انقسمت فيتنام إلى أقاليم محكومة بشكل منفصل وهي أقاليم تونكن وأننام وكوشين الصينية، بالإضافة إلى كمبوديا ولاوس المسيطر عليهما حديثًا. ولتبرير سيطرتهم الإمبراطورية، ادّعى الفرنسيون أن مسؤوليتهم هي مساعدة المناطق غير المتقدمة في آسيا لتصبح متحضرة. وأكدوا أنه بدون التدخل الفرنسي ستظل هذه الأماكن متخلفة وغير متحضرة وفقيرة. والواقع أن الإمبريالية الفرنسية كانت مدفوعة بالطلب على الموارد: المواد الخام والعمالة الرخيصة.
ومن المتفق عليه عمومًا أن الحكم الفرنسي كان قمعيًا سياسيًا واستغلاليًا اقتصاديًا. كان عمر النضال الفيتنامي ضد الاستعمار الفرنسي نحو قرن من الزمان في نهاية الحرب العالمية الثانية. أدت غارات المبشرين والزوارق الحربية والدبلوماسيين في القرن التاسع عشر إلى إطلاق فترات متكررة من المقاومة بسبب ولاء الشعب للملكية الفيتنامية والقيم الكونفوشية. منذ بداية الاحتلال الفرنسي لفيتنام، كان رد فعل آلاف الفيتناميين ضعيفي التسليح على السيطرة الأجنبية على شكل حركات تمرد متعددة. سمي أحد التمردات الشهيرة حركة كان فونغ (بالإنجليزية: Aid-the-King)، التي كانت تمردًا فيتناميًا واسع النطاق بين عامي 1885 و1889 ضد الحكم الاستعماري الفرنسي.
وفي عام 1917، استولت عصابة انتقائية من السجناء السياسيين والمجرمين العاديين وحراس السجون على سجن ثاي نغويين، وهو أكبر مؤسسة عقابية في شمال تونكن. جعل التنوع الإقليمي والاجتماعي الاستثنائي لقوتها، من انتفاضة ثاي نغويين مقدمة مقنعة للحركات القومية الحديثة في ثلاثينيات القرن العشرين. وعلى الرغم من فشل جميع حركات التمرد، ظل المتمردون رمزًا للمقاومة لأجيال.[بحاجة لمصدر]

#### تطور الحركات القومية
خلال الفترة الاستعمارية، غيّر الفرنسيون المجتمع الفيتنامي. وجرى تعزيز التعليم والصناعة الوطنية، مما كان له أثر غير مقصود متمثل في تحفيز تطور الحركات القومية.
في الشمال، هيمنت الشيوعية على الحركة القومية المناهضة للاستعمار بعد أن أنشأ هو شي منه رابطة الشباب الثوري الفيتنامية في عام 1925. في 3 فبراير 1930، عُقد مؤتمر خاص برئاسة هو شي منه، ووُلد الحزب الشيوعي الفيتنامي آنذاك. وفي أكتوبر، وبتوجيه من الكومنترن، جرى تغيير هذا الاسم إلى الحزب الشيوعي الهندي الصيني. وإلى أن تم حلّ الحزب رسميًا من قبل هو شي منه في نوفمبر عام 1945، فقد شغل منصبًا قياديًا في الثورة الفيتنامية المناهضة للاستعمار.
استعان هو شي منه بالعديد من الأسماء خلال صعوده إلى السلطة، بما في ذلك نغوين تات ثانه «نغوين الذي سيكون منتصرًا»، ونغوين أو فاب «نغوين الذي يكره الفرنسيين»، ونغوين أي كوك «نغوين الذي يحب بلده». واستخدمت هذه التغييرات في تعزيز قضيته لتوحيد المواطنين وتشجيعهم على التمرد. هو شي منه يعني «هو الذي يطمح إلى التنوير».
وفي الجنوب، كانت الحركة القومية المناهضة للاستعمار أكثر تعقيداً مما كانت عليه في الشمال. كانت كاو داى أول منظمة سياسية دينية من الثلاث الأكثر نفوذاً في جنوب فيتنام ظهرت في الحقبة الاستعمارية. وأسسها رسمياً الموظف المدني الاستعماري نغو فان شييو في عام 1926، ونمت فيما بعد لتصبح أكبر الكيانات الدينية ذات التوجه السياسي في المنطقة، وهي الأقوى من نواح كثيرة. وبعد أكثر من عقد من الزمان، في عام 1939، أدخل النبي هوينه فو سو منظمة سياسية دينية أخرى إلى الوسط المناهض للاستعمار في جنوب فيتنام من خلال تأسيس هوا هاو.
معجزته المزعومة بالعلاج والوعظ وتنفيذ الأعمال الخيرية المتطرفة للفقراء جعلت النبي هوينه فو سو، بحلول نهاية عام 1939، يجذب عشرات الآلاف من أتباعه إلى المنظمة الجديدة هوا هاو. يمكن إرجاع المنظمة السياسية والدينية الثالثة التي تسمى بينه شويين إلى أوائل العشرينيات من القرن العشرين، ولكن بينه شويين لم تصبح قوة سياسية منظمة حقاً حتى نهاية الحرب العالمية الثانية. وكانت هذه المنظمات الثلاث قوى كبرى مناهضة للاستعمار في جنوب فيتنام.

### الحرب العالمية الثانية والاحتلال الياباني

#### الاحتلال الياباني وانقلاب عام 1945
قبل عام 1945، كانت فرنسا واليابان قد حكمتا فيتنام معاً بصعوبة لأكثر من أربع سنوات.
في سبتمبر 1940، بعد أشهر فقط من استسلام فرنسا لألمانيا، استغلت القوات اليابانية الضعف الفرنسي لتمركز القوات في شمال فيتنام بغرض قطع طريق الإمداد إلى الجناح الجنوبي للمسرح الصيني. احتفظ الفرنسيون من عام 1940 إلى مارس 1945، بمسؤولياتهم الإدارية، وواجبات الشرطة، وحتى جيشهم الاستعماري مقابل السماح للقوات والمواد اليابانية بالمرور عبر الهند الصينية. ومع ذلك، فبحلول عام 1943، كانت هناك دلائل على أن اليابانيين قد يخسرون الحرب. وقد بدأت الولايات المتحدة عملية الاجتياح بين الجزر في جنوب المحيط الهادئ. وأصبح هبوط الحلفاء بحرًا في الهند الصينية والهجوم البري من الصين تهديدات حقيقية لليابانيين. وبالإضافة إلى ذلك، فإن تصاعد المشاعر الديغولية في الهند الصينية بعد عودة شارل ديغول إلى باريس على رأس الحكومة المؤقتة الفرنسية في سبتمبر 1944 زاد من المخاوف اليابانية.
في مساء 9 مارس 1945، هاجمت القوات اليابانية الفرنسيين في كل مركز وأبعدت الفرنسيين عن السيطرة الإدارية على الهند الصينية. وفي أقل من 24 ساعة، خرج الجزء الأكبر من القوات المسلحة الفرنسية في جميع أنحاء الهند الصينية من القتال. وانهار النظام الاستعماري الفرنسي بأكمله، والذي كان قائمًا لما يقارب 87 عاماً. عمليًا، كان جميع القادة الفرنسيين المدنيين والعسكريين سجناء، بما في ذلك الأدميرال ديكو.
بعد أن أُبعد الفرنسيون من السيطرة الإدارية في الهند الصينية، لم يحاول اليابانيون فرض سيطرتهم المباشرة على الإدارة المدنية. بل عنوا في المقام الأول بالدفاع عن فيتنام ضد غزو الحلفاء، ولم يكن اليابانيون مهتمين في السياسة الفيتنامية على الرغم من أنهم فهموا أيضًا استصواب درجة معينة من الاستمرارية الإدارية. وكان من مصلحتهم تنصيب حكومة فيتنامية من شأنها أن ترضخ للوجود العسكري الياباني. ومع وضع ذلك في الاعتبار، أقنع اليابانيون الإمبراطور الفيتنامي، باو داي، بالتعاون مع اليابان وإعلان استقلال فيتنام عن فرنسا. في 11 مارس 1945، فعل بو دوي ذلك تمامًا من خلال إلغاء معاهدة الحماية الفرنسية الفيتنامية لعام 1883. بيد أن «الاستقلال» الجديد في فيتنام كان يعتمد على استعداد الحكومة للتعاون مع اليابان وقبول الوجود العسكري الياباني.

#### فرصة للقوميين الفيتناميين
من مارس إلى أغسطس عام 1945، تمتعت فيتنام بما سُمي «الاستقلال المزيف». في أعقاب الانقلاب، أراد اليابانيون وبالتحديد تقليل التغيير الداخلي في الهند الصينية، والذي كان من شأنه أن يؤثر سلبًا على أهدافهم العسكرية. وكان مجلس وزراء تران ترونج كيم، من جميع الأدلة المتاحة، حكومة بالاسم فقط ولم يحكم أي دولة في الواقع. وكانت الشؤون الهندية الصينية لا تزال في أيدي اليابانيين.
وإذا كان انقلاب 9 مارس كارثة بالنسبة للفرنسيين، فقد كان فرصة للقوميين الفيتناميين. وفي الواقع، كان ذلك بمثابة نقطة تحول في الثورة الفيتنامية. وبعد التحرر من القمع الفرنسي، الذي استمر بلا هوادة في المرحلة المبكرة من الاحتلال الياباني، كان لدى الثوار الفيتناميين حرية أكبر بكثير في التنقل.
في مايو عام 1941، شكّل هو شي منه «فييت نام دوك لاب دونغ منه» (رابطة استقلال فيتنام)، أو «فيت منه» للاختصار، في الجلسة المكتملة الثامنة للحزب الشيوعي الصيني في بابو في شمال فيتنام. شجعت فيت منه على إنشاء «جمعيات الخلاص الوطني», واعتمدت حرب العصابات باعتبارها حجر الزاوية في استراتيجيتها الثورية. بعد الانقلاب، كان اليابانيون راضين عن السيطرة على المدن الكبيرة وترك الريف للفيتناميين. واستغلت فيت منه، على وجه الخصوص، الوضع لتعزيز قوتها. خلال الأشهر الخمسة من الفاصل الياباني، قامت فيت منه بأنشطة دعائية وتنظيمية في الريف الفيتنامي للتحضير للتمرد الشعبي المتوقع.
ومع ذلك، لم تكن فيت مينه التنظيم السياسي الوحيد الذي يتوقع فرصة. في الواقع، بعد عاصفة الرصاص القصيرة في 9 مارس، تشكلت أحزاب سياسية وجماعات وجمعيات في جميع أنحاء فيتنام. في الجنوب، بسبب ضعف وضع الحركة الشيوعية، فشلت فيت منه في تولي قيادة الحركات في أثناء التحضير للتمرد. وسرعان ما وسعت العديد من المنظمات السياسية الدينية المذكورة أعلاه سلطتها. في أوائل صيف عام 1945، بدأ قادة هوا هاو محادثات مع رؤساء الجماعات القومية الجنوبية الأخرى في الجنوب، بما في ذلك الكاو دائيين والتروتسكيين، للقتال من أجل فيتنام المستقلة والدفاع عنها عندما انتهت الحرب.

#### إشعال الفتيل: مجاعة فتاكة
كانت المجاعة في الفترة 1944-1945 قضية أخرى ذات أهمية قصوى خلال الفترة الفاصلة اليابانية. وكانت المجاعة ناجمة عن عوامل مصطنعة وطبيعية على حد سواء.
وخلال الحرب، أجبر اليابانيون العديد من مزارعي الأرز على زراعة محاصيل أخرى. ونتيجة لذلك، انخفض إنتاج الأرز، لا سيما في الشمال، حيث كانت المحاصيل تكمل في الماضي في كثير من الأحيان بشحنات من الجنوب. أما الآن، فقد استهلكت القوات اليابانية الفائض من الجنوب أو حوّلته إلى وقود للمركبات العسكرية. وأُضيفت الفيضانات الرهيبة في ربيع عام 1945 إلى البؤس. وتوافد الفلاحون الجائعون إلى المدن أو ماتوا بشكل سلبي في الريف.
ساهم الدمار في أزمة السلطة في البلد. ولم تتخذ فرنسا ولا اليابانيون تدابير فعالة لتخفيف حدة المجاعة، ولم تتمكن حكومة كيم من فعل أي شيء دون موافقة اليابان. وقد تضافر البؤس والغضب لتعزيز اهتمام جديد بالسياسة، لا سيما بين جيل الشباب، الذي تحولت فيت منه إلى صالحه.
خلال المجاعة، شنت فيت منه غارات على مخازن الحبوب اليابانية ومرافق تخزين الأرز لأصحاب العقارات الفيتنامية. وعلى المدى الطويل، زادت فيت منه الدعم الشعبي، وسلطت الضوء على عجز حكومة كيم وكثفت المشاعر الشعبية ضد الفرنسيين واليابانيين. نجحت فيت منه في إنشاء لجان ثورية للشعب في جميع أنحاء الشمال. وكان من المُلح أن تتولى اللجان الإدارة المحلية عندما أطلقت فيت منه التمرد العام.